# Komisja Likwidacyjna Generała Lucjana Żeligowskiego

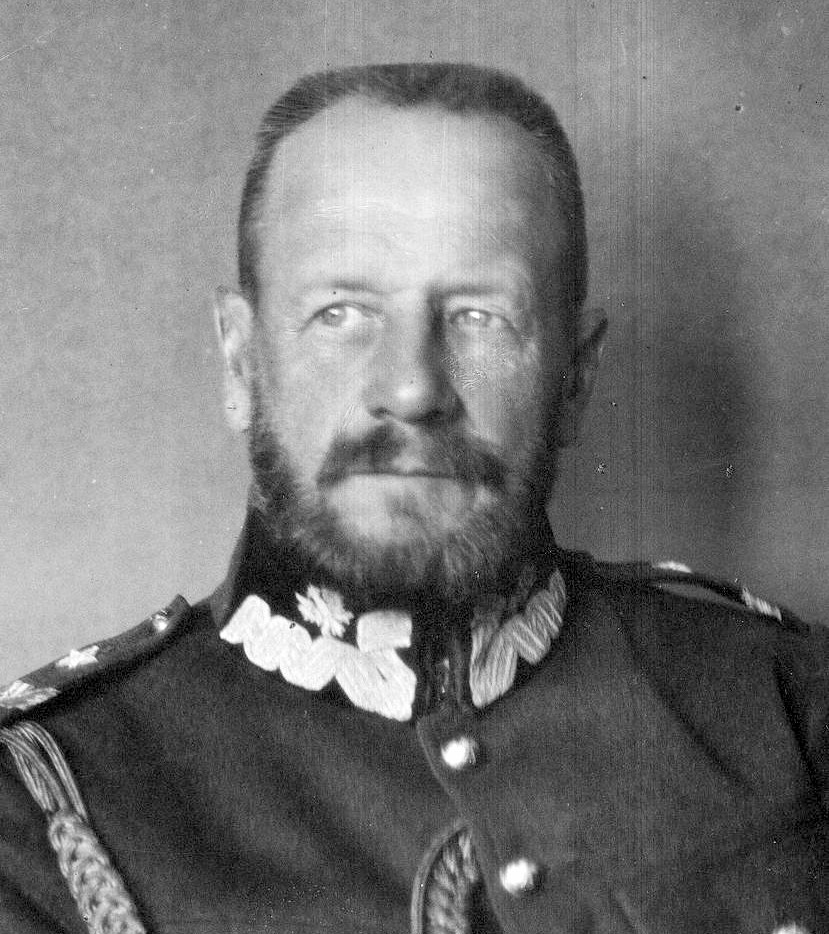
Przewodniczący Komisji gen. Lucjan Żeligowski

Komisja Likwidacyjna Generała Lucjana Żeligowskiego – komisja powołana przez Józefa Piłsudskiego w celu wyjaśnienia okoliczności i przebiegu wypadków majowych w 1926 r., od 15 maja 1926 r. jej przewodniczącym był gen. Lucjan Żeligowski. Komisja działała do połowy lipca 1926 r.